# Giuseppe Garneri
Giuseppe Garneri (Cavallermaggiore, 17 luglio 1823 – Roma, 24 agosto 1905) è stato un politico italiano.
Fu senatore del Regno d'Italia nella XVIII legislatura.